# 小野勇
小野 勇（おの いさむ、1903年（明治36年）- 1972年（昭和47年））は、日本の造園家、作庭家。

## 略歴
福島生まれ。1928年（昭和3年）、東京高等造園学校（現・東京農業大学造園科学科）卒業後、内匠寮庭園係勤務となり、1929年（昭和4年）まで霞ヶ関離宮庭園詰所勤務となる。
その後1933年（昭和8年）まで新宿御苑および朝香宮御殿庭園工事にたずさわる。同年宮内省匠生となり、赤坂離宮、新宿御苑庭園勤務となる。
1941年（昭和16年）宮内技手となり、1946年（昭和21年）退官後、通信建設工業株式会社勤務となる。
その後、1948年（昭和23年）より宮内府王殿寮庭園係に復職、1960年（昭和35年）庭園第二係長。その後庭園第一係長、管理部庭園課課長補佐となる。1969年（昭和44年）退官。